# Spiel des Schicksals

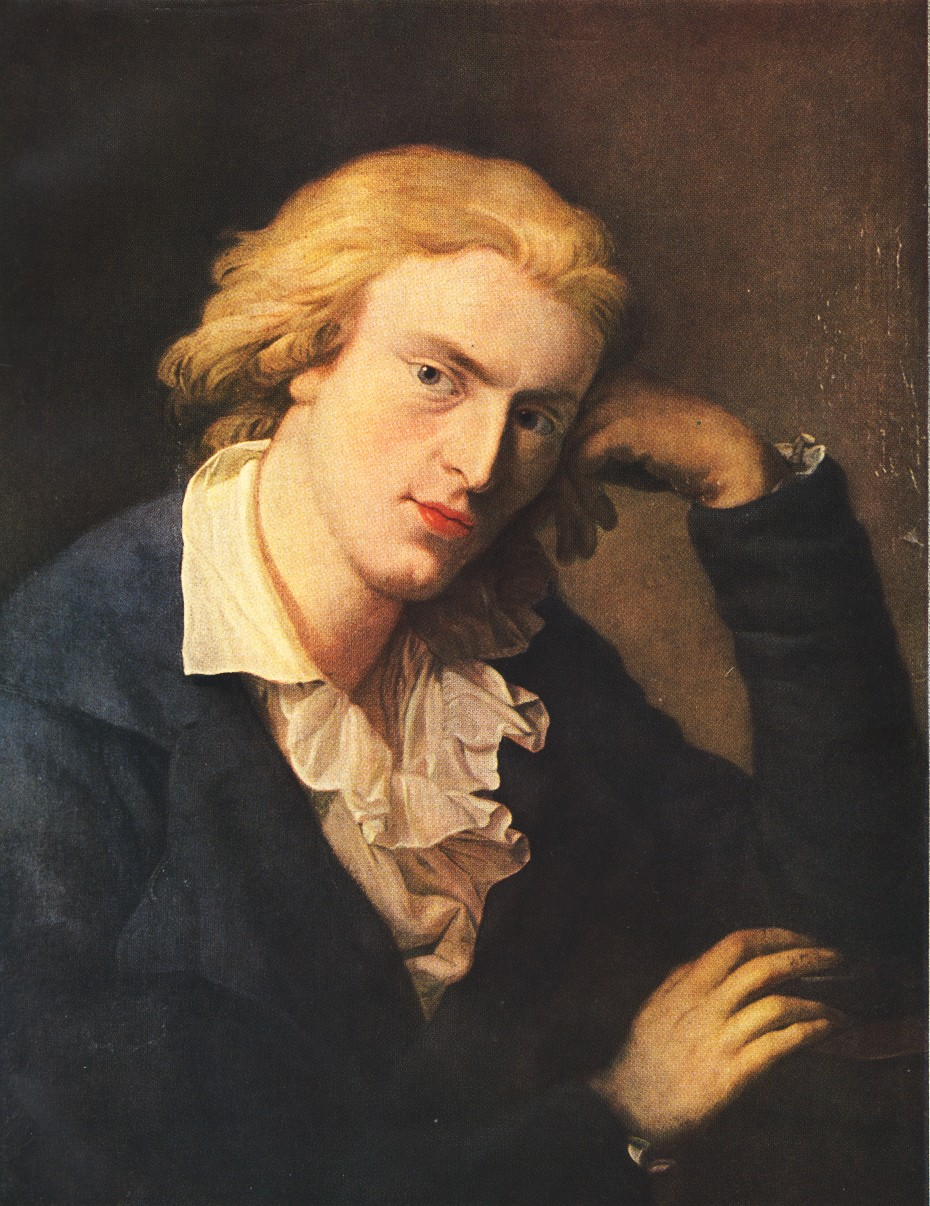
Friedrich Schiller Gemälde von Anton Graff

Spiel des Schicksals (Ein Bruchstück aus einer wahren Geschichte) ist eine Erzählung Friedrich Schillers, die 1789 anonym im Januarheft des Teutschen Merkur erschien. 1792 nahm er sie nahezu unverändert in die Sammlung Kleinere prosaischen Schriften auf.

## Handlung
Aloysius von G***, Sohn eines Bürgerlichen, steigt dank seines jugendlichen Feuers und Ehrgeizes in kurzer Zeit am Hofe des Fürsten auf. „Hindernisse schreckten ihn nicht, und kein Fehlschlag konnte seine Beharrlichkeit besiegen.“ Zwischen ihm und dem Prinzen entwickelt sich eine leidenschaftliche Freundschaft. So fliegt der Aufsteiger „von einer Beförderung zur anderen“, vergräbt sich bald auch in die Bücher und wird endlich zum „Beherrscher seines Fürsten“. Die Bescheidenheit verlässt ihn, und „eine gewisse Härte in seinem Wesen“ wird ebenso sichtbar wie eine verschwenderische Willkür und Herrschsucht, denn launisch teilt er Geschenke aus oder rächt sich an Untergebenen.
Unter den heimlichen Neidern gibt es einen, der jeden seiner Schritte vorsichtig beobachtet. Ein piemontesischer Graf namens Joseph Martinengo, eifersüchtig und verschlagen, der langsam und bedächtig eine Intrige einfädelt. Der hochfahrende und selbstbewusste Aloysius wähnt sich in Sicherheit und begeht damit eben den „Fehler, den Richelieu beging, da er Ludwig dem Dreizehnten den jungen le Grand zum Spielzeug überließ.“
Mit „verstellter Unterwürfigkeit“ gelingt es dem Grafen, sich unvermerkt in die Gunst des Fürsten einzustehlen, seinen Nebenbuhler zu denunzieren und einen „tödlichen Streich“ zu versetzen. Der Erzähler mutmaßt, Martinengo habe dem Fürsten eine verdächtige Korrespondenz vorgelegt, die eine angebliche Verbindung mit einem benachbarten Hof bezeuge. Der Prinz ist entsetzt, hält einen Freund für einen undankbaren Verräter und lässt ihn vor der Wachparade unter den Augen von mehr als fünfhundert Menschen degradieren, abführen und in Kerkerhaft nehmen.
Aloysius entdeckt, dass er selbst es war, der diesen „Ort der Verdammnis“ erbauen ließ, um „einen verdienten Offizier“ darin verschmachten zu lassen.
Der mitleidigen Hilfe eines Garnisonspredigers ist es zu verdanken, dass ihm zunächst leichtere Haftbedingungen gewährt werden und er nach zehn Jahren begnadigt wird.
Nach einiger Zeit steigt er in fremden Diensten erneut auf einen „glänzenden Gipfel“, kehrt aber schließlich in seine alte Heimat zurück und trifft den Fürsten wieder. Obwohl „beider Herzen ...Scham und Furcht“ getrennt haben, erhält Aloysius bald seine alten Würden zurück. Nach 19 Jahren stirbt er „als Befehlshaber einer Festung in der Staatsgefangene aufbewahrt werden“. Wer erwartet, er hätte sich verändert und wäre milder geworden, täuscht sich, denn er behandelte die Eingekerkerten „hart und launisch.“

## Interpretation
Am Schicksal des beharrlichen Aufsteigers, der durch eine Intrige stürzt, lange in Kerkerhaft verbringt und später begnadigt wird, beleuchtet Schiller neben der tyrannischen Herrschaft des Herzogs Carl Eugen in Württemberg vor allem die Psychologie und Persönlichkeit der Hauptfigur, deren Widersprüchlichkeit er ausführlich schildert. Indem der Autor seelische Analyse und politische Kritik verbindet, vermeidet er eine einseitig manichäische Sichtweise, nach welcher der Despot nichts weiter tut, als das unschuldige Opfer zu unterdrücken.

## Technik und Erzählhaltung
Aus der Ich-Perspektive schildert der Erzähler die Ereignisse. Er erklärt, dass er „die Nachrichten … bloß aus mündlichen Überlieferungen … habe sammeln können“, um so auf das Mündliche als von vornherein unsichere Quelle verweisen und den Wahrheitsgehalt seines Werkes der möglichen Kritik entziehen zu können. An einer anderen Stelle der Erzählung, bei der es um die Mittel der Intrige geht, beruft sich der Verfasser auf eine Mutmaßung: „Ob echt oder unterschoben, darüber sind die Meinungen geteilt …“ Auch dies erlaubt ihm, die poetische Wahrheit gegen die historische auszuspielen und mögliche reale Verbindungen zum Hof zu verschleiern. Vor allem in den dramatischen Szenen seiner Erzählung wechselt Schiller häufig in das historische Präsens.

## Hintergrund

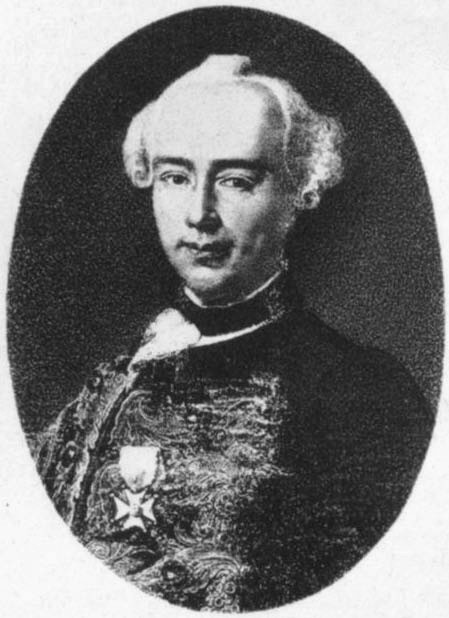
Porträt Philipp Friedrich von Riegers

Wie in den Erzählungen Verbrecher aus verlorener Ehre und Eine großmütige Handlung, aus der neuesten Geschichte griff Schiller mit Spiel des Schicksals erneut einen authentischen Fall auf, mit dem ihm selbst etwas verband: Vorbild für Aloysius von G*** war Schillers Pate Philipp Friedrich von Rieger. Schiller war gleich am Tag nach seiner Geburt getauft worden, weil man wegen seiner Schwächlichkeit befürchtete, er würde nicht lange überleben. Rieger, den Schiller im Spätherbst 1781 persönlich kennenlernte, stand seit 1755 in württembergischen Diensten und befand sich zum Zeitpunkt seiner Patenschaft auf dem Höhepunkt seiner Macht.
Wie Aloysius in der Erzählung war auch Rieger zunächst ein Günstling eines Herrschers: Herzog Carl Eugen, dem er sich mit seinen drastischen Zwangsrekrutierungen und dem Aufbau einer Armee von sechstausend Mann unentbehrlich gemacht hatte. Dabei machte er sich durch Härte und Rücksichtslosigkeit einen Namen und stand bald im Ruf eines kaltherzigen Menschenschinders. Auf Fahnenflüchtige der nicht sonderlich kampftauglichen Truppen lobte er ein Kopfgeld aus und verstand es geschickt, das so ausgelöste „Jagdfieber“ zu steuern.
Schiller begegnete seinem Taufpaten, dem Kommandanten der Festung Hohenasperg, im Spätherbst 1781 persönlich und nutzte die Gelegenheit, Christian Friedrich Daniel Schubart während seiner zehnjährigen Kerkerhaft zu besuchen, eine Begegnung, die literaturgeschichtlich bedeutsam ist. Dessen Erzählung Zur Geschichte des menschlichen Herzens, 1775 im Schwäbischen Magazin veröffentlicht, beeinflusste Schillers erstes Drama Die Räuber mit der Figurenkonstellation zweier ungleicher Söhne (Wilhelm und Carl) eines Edelmannes am nachhaltigsten.

## Entstehung

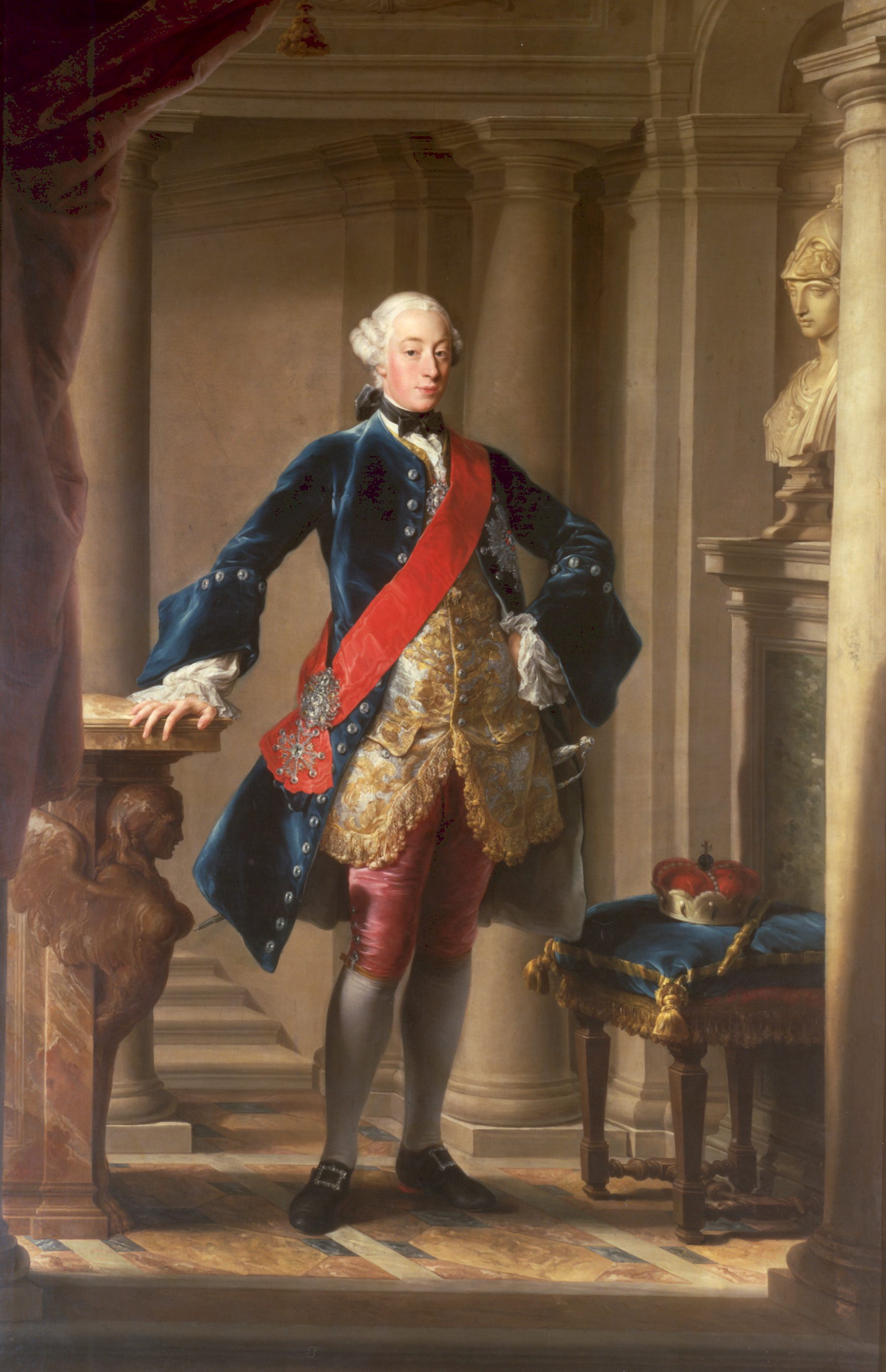
Herzog Carl Eugen von Württemberg

Herzog Carl Eugen ließ Schiller 1782 für zwei Wochen arrestieren, da er die Militärakademie heimlich verlassen hatte.
Jahre später, im Dezember 1788, erhielt Schiller in Weimar Besuch von Ludwig Schubart, Sohn des vormals Inhaftierten und ehemaliger Mitschüler der Karlsschule. Kurze Zeit nach dieser Visite begann Schiller mit der Niederschrift des kurzen Werkes, das er zunächst anonym veröffentlichte.
Sein Freund Christian Gottfried Körner, der neben dem begeisterungsfähigen Ludwig Ferdinand Huber bereits die Entstehung des Geistersehers gefördert hatte, erkannte seinen charakteristischen Schreibstil sofort und schrieb ihm am 30. Dezember: „...das Spiel des Schicksals ist von Dir. Am Stil hatte ichs schon erkannt […] Der Ton der Erzählung ist Dir meines Erachtens sehr gelungen. Lebhafte Darstellung ohne Prätension ist eine Manier, die ich mir schwer vorstelle.“
Für andere Leser war dies nicht so einfach. Schillers spätere Ehefrau Charlotte von Lengefeld etwa vermochte den Verfasser nicht zu erkennen. Vermutlich orientierte sie sich an seinem bislang bekannten Personalstil, der vor allem durch die Dramen Die Räuber, Kabale und Liebe sowie Don Karlos etabliert und bekannt war.

## Schillers Prosa
Schillers Ruhm gründet nicht auf seinen Erzählungen, sondern auf seiner Lyrik und vor allem den Bühnenwerken, gilt er mit seinem Sinn für Pathos und die „großen Gegenstände der Menschheit“ doch als bedeutendster Dramatiker Deutschlands.
So gibt es nur einen schmalen Vorrat seiner Prosa, was dazu beitrug, ihn als stilistisch wegweisenden Erzähler geringer zu achten, ja zu übersehen. Erst in den letzten Jahrzehnten wandelte sich das Bild.
Da es sich bei dem Text Merkwürdiges Beispiel einer weiblichen Rache um die Übersetzung einer Vorlage von Denis Diderot handelt und bei Haoh-Kiöh-Tschuen um eine fragmentarische Bearbeitung eines aus dem Chinesischen übersetzten Romans, liegen lediglich vier Erzählungen aus der Feder Schillers vor. Neben dem fragmentarischen Roman Der Geisterseher und Spiel des Schicksals nur noch Eine großmütige Handlung und Der Verbrecher aus verlorener Ehre.
Die Forschung geht mittlerweile davon aus, dass auch seine theoretischen Schriften zu diesem Bereich gezählt werden, eine Perspektive, die sich etwa im Konzept der Frankfurter Ausgabe widerspiegelt, in der seine Erzählungen und historischen Schriften in einem Doppelband vereinigt sind.
In diesem Zusammenhang wird auch gefragt, wo die Grenze zwischen der literarischen und historiographischen Erzählung zu ziehen ist. In einem Brief an Caroline von Wolzogen vom 10./11. Dezember 1788 sprach Schiller davon, dass die historische Wahrheit auch gefühlt werden könne, obwohl sich die Dinge so nicht wirklich ereignet hätten. Man lerne „auf diesem Weg den Menschen und nicht den Menschen kennen, die Gattung und nicht das so leicht sich verlierende Individuum. In diesem großen Felde ist der Dichter Herr und Meister.“
Dass Pflicht und Neigung die Pole von Schillers Weltanschauung waren, manifestiert sich – vor allem in seiner Sturm-und-Drang-Phase – stilistisch neben der Hyperbel vor allem in der durchgehenden Antithetik, die das Pathos unterstützt und verstärkt.
In den frühen Dramen wie der Lyrik entfachte er ein Feuerwerk rhetorischer Figuren, die bis zum Oxymoron reichen. Mit der charakteristischen funkelnden Antithese, die sich auch in seiner Prosa findet, konnte er an leidenschaftlichen Stellen große Effekte erzielen und sprach so vor allem die junge Generation an.
Dem Ideal der Weimarer Klassik verpflichtet, arbeiteten Goethe und Schiller viele ihrer Werke später um: Statt kühne Wortbildungen und Satzstellungen nun der gemäßigte Ausdruck, statt Beiordnung nun Unterordnung, statt erregtem Gesprächston nun eine durchstilisierte klanglich-rhythmisch geläuterte Sprache.